# Loton Park
Loton Park est une maison de campagne près d'Alberbury, Shrewsbury dans le Shropshire, sur le cours supérieur de la rivière Severn. Il s'agit d'un bâtiment classé Grade II*. C'est le siège de la famille Leighton depuis 1391 .
Il se trouve dans 400 acres de parc qui comprend l'un des deux parcs à cerfs privés à rester dans le Shropshire et se distingue par sa population de Milan royal.

## Histoire

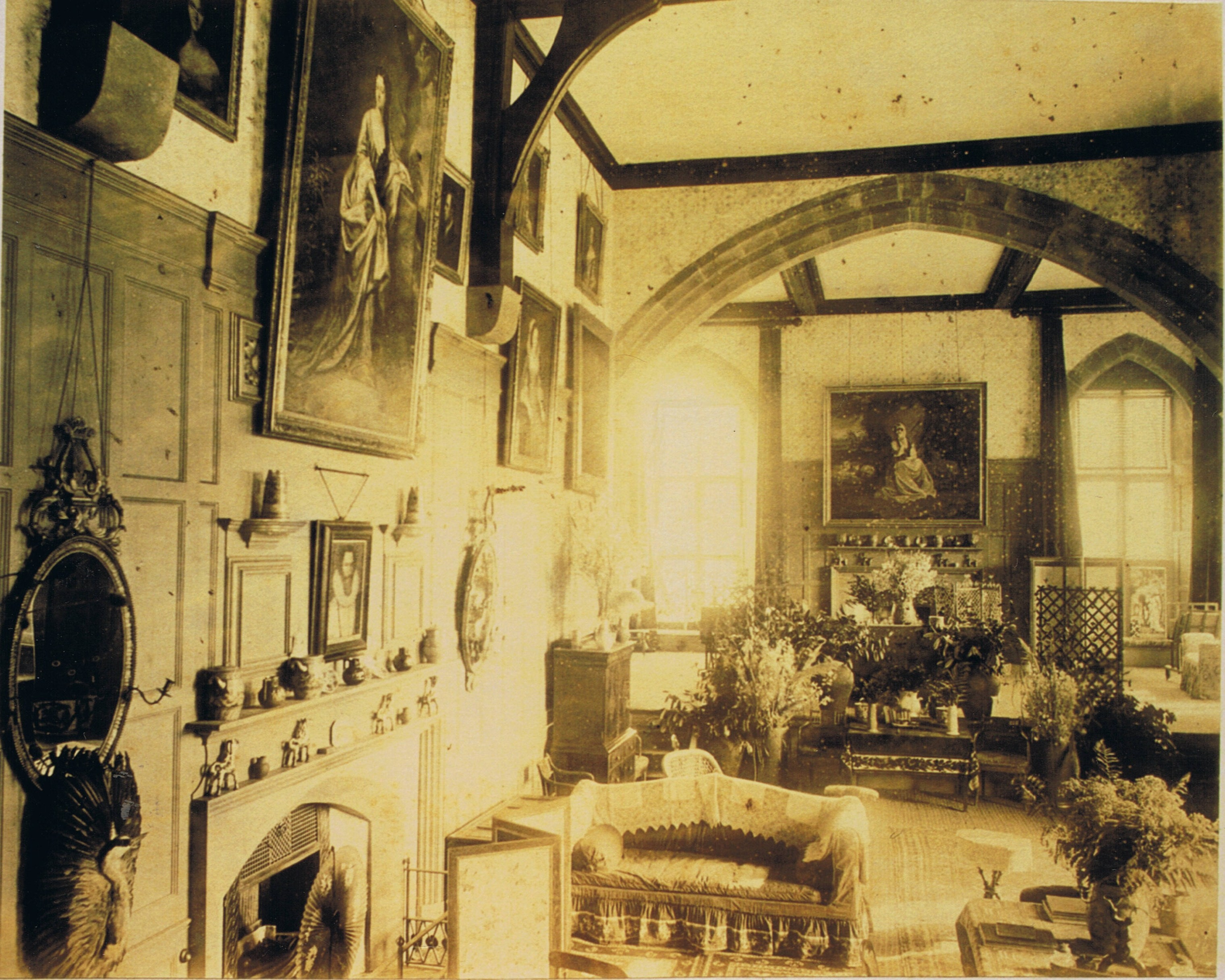
La salle vers 1870. D'un album d' un oncle et d'une tante des Leighton de l'époque. Montrant sur le mur du fond est Sir Joshua Reynolds ' Frances Anne Crewe (Mlle Greville), comme St. Geneviève, c1773.

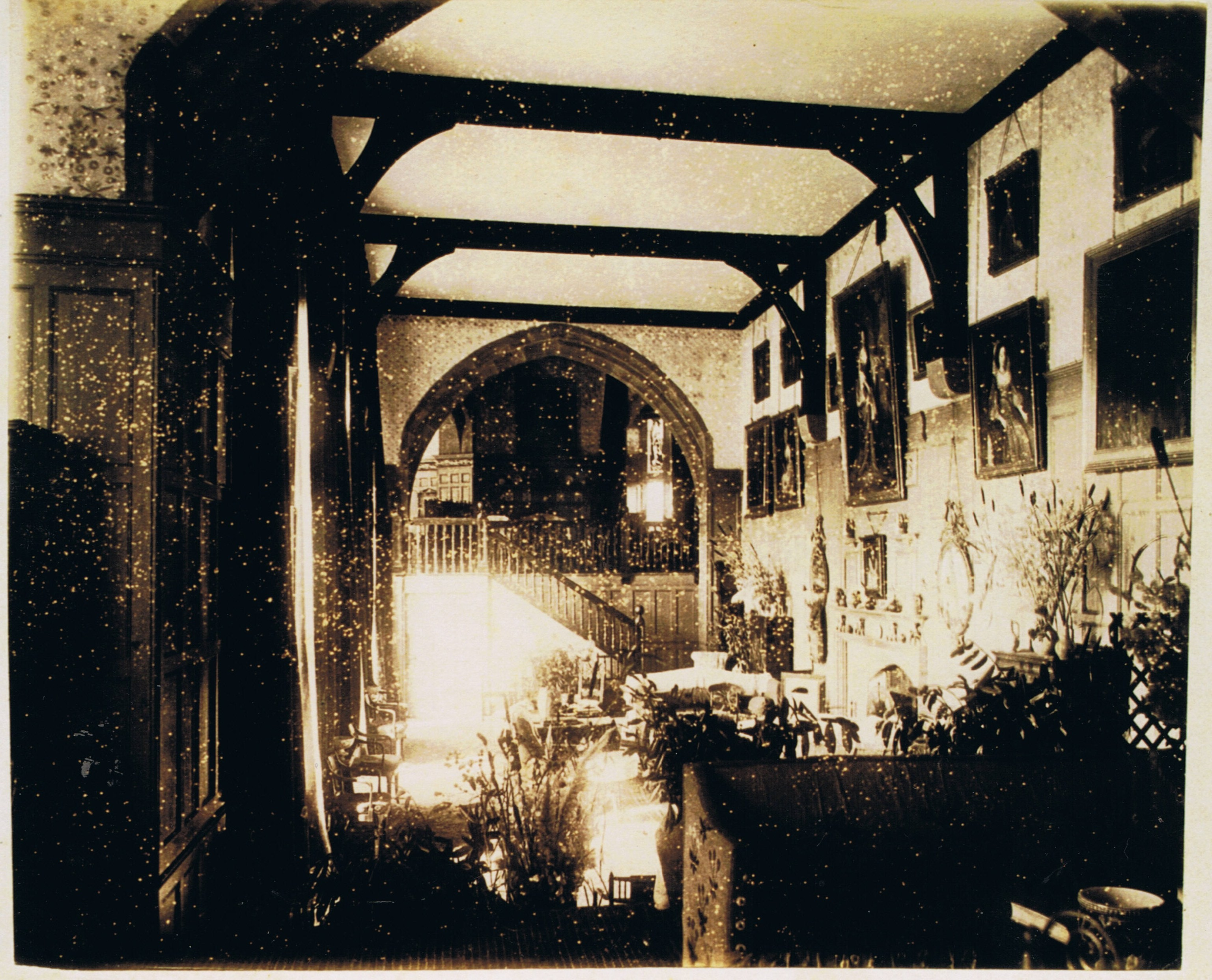
Une photographie de la salle, vers 1870.

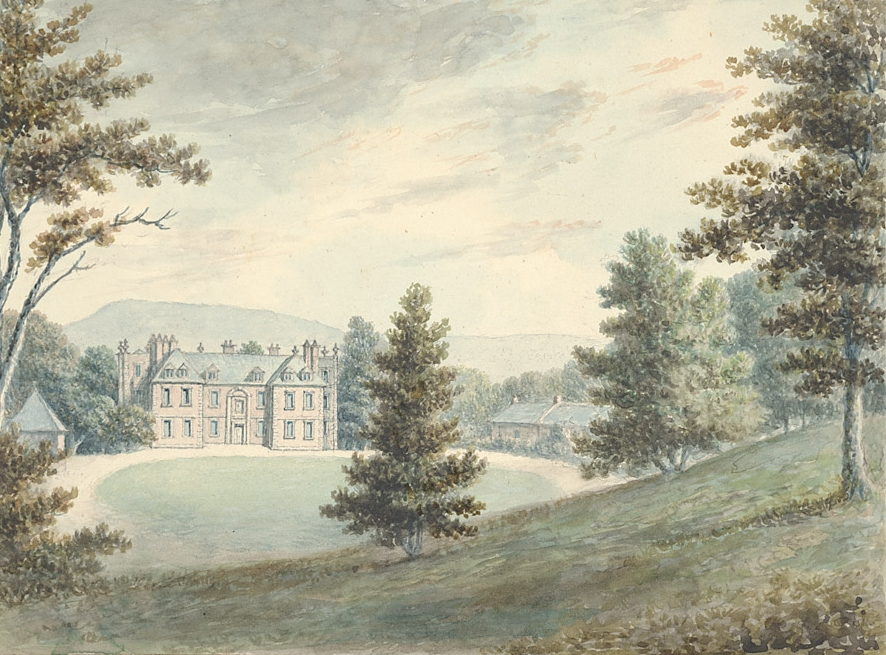
Loton Hall, 1796

Le domaine est mentionné dans le Domesday Book. Le noyau de la maison actuelle date du XVIIe siècle, bien que d'importants travaux de rénovation aient été effectués tout au long du XIXe siècle. Les ruines d'un ancien château, construit en 1340, subsistent dans le parc .
La façade nord est construite en 1712 par Sir Edward Leighton, 2e baronnet, qui déplace son siège familial à cet endroit depuis le château de Wattlesborough, et est haut shérif du Shropshire en 1727. En 1805, le 5e baronnet reçoit le prince régent et le duc de Clarence à Loton. Baldwin Leighton (6e baronnet) est blessé pendant la guerre d'indépendance américaine, est brigadier au Portugal et gouverneur du château de Carrickfergus .
La maison est actuellement la maison de Sir Michael Leighton, 11e baronnet.
Le domaine est également important dans le sport automobile en tant qu'emplacement du Loton Park Hill Climb.

## Architecture
Loton Hall est un bâtiment classé Grade II *, daté d'environ 1670. Une maison de campagne, à l'origine avec un plan en U, une grande aile est ajoutée au sud-est en 1872-1873. La maison est construite en briques rouges avec des pansements en grès rouge et gris et un toit en tuiles. La partie antérieure a une plinthe, des pierres d'angle, des pignons chanfreinés, à chape et à parapet avec faîteaux. Elle comprend deux étages, un sous-sol et des combles, et une façade de cinq travées, les travées extérieures en saillie et à pignon. Au centre se trouve une loggia-porche à trois travées qui a des arcs avec des impostes, des colonnes toscanes, un entablement et une balustrade. Au-dessus, la fenêtre centrale présente des colonnes corinthiennes et un fronton triangulaire brisé contenant un cartouche, et au-dessus se trouve une demi-lucarne à pignon. La dernière aile à droite a un étage avec des combles et neuf baies, et contient des pignons, des fenêtres à meneaux et à impostes et une baie vitrée à pans coupés sur toute la hauteur  .